# Ophirion punctigerum
Ophirion punctigerum är en tvåvingeart som först beskrevs av Townsend 1927.  Ophirion punctigerum ingår i släktet Ophirion och familjen parasitflugor. Inga underarter finns listade i Catalogue of Life.